# Джурин Поток
45°07′ пн. ш. 15°47′ сх. д. / 45.11° пн. ш. 15.78° сх. д.
Джурин Поток (хорв. Đurin Potok) — населений пункт у Хорватії, у Карловацькій жупанії у складі громади Цетинград.

## Населення
Населення за даними перепису 2011 року становило 39 осіб.
Динаміка чисельності населення поселення: